# Matthew Albert Hunter
Matthew Albert Hunter (Auckland, Nueva Zelanda, 1878-Troy, Nueva York; 24 de marzo de 1961) fue un científico e investigador metalúrgico del siglo XIX. En 1910, desarrolló el proceso Hunter, el primer proceso industrial para producir titanio metálico dúctil puro.
Completó su educación secundaria en el Auckland Grammar School. Asistió al Auckland University College, donde obtuvo su licenciatura en 1900, y su Maestría en Ciencias en 1902, y más tarde estudió en el University College de Londres, ganando un Doctorado en Ciencias, y en varias otras universidades europeas.
Conoció a su futura esposa Mary Pond en Europa, como una compañera de estudios, y se casó para después viajar a Estados Unidos. Llegó a ser empleado en los laboratorios de investigación de General Electric (GE), donde comenzó su investigación sobre el titanio. Después de la recesión de 1908, dejó GE y se convirtió en un profesor de ingeniería eléctrica en el Instituto Politécnico Rensselaer (RPI) en Troy, Nueva York.

## Trabajo
El titanio fue descubierto en 1791 por William Gregor, pero resultó difícil de aislar. Fue aislado al 95 % de pureza por Lars Nilson y Otto Pettersson, y más tarde aislado en un 98 % de pureza por Henri Moissan usando un horno eléctrico. En 1910, Hunter produjo el 99,9 % de titanio puro en un método que se hizo conocido como el proceso Hunter. El proceso implica calentamiento con cloruro de titanio metálico de sodio en un cilindro de acero hermético, conocido como una "bomba de metal". Debido a los peligros de sodio elemental y las altas temperaturas y presiones implicadas, muchos de los experimentos fueron realizados fuera de la cancha de fútbol del campus de RPI. Hunter creyó que el titanio podría tener un punto de fusión elevado y sería capaz de reemplazar los filamentos de carbono que se utilizaron en las bombillas en el momento. Resultó que su punto de fusión no era lo suficientemente elevada para su aplicación en las bombillas, pero se encontró con otras propiedades útiles del metal. El proceso Hunter es muy ineficiente, y no es capaz de producir grandes cantidades de titanio, por lo que la producción del titanio se mantuvo confinada principalmente al laboratorio hasta que fue reemplazado por el más eficiente proceso de Kroll en la década de 1940. El proceso Hunter sigue siendo de uso exclusivo en las aplicaciones más exigentes donde se necesita una alta pureza.
Hunter sirvió durante cinco años como jefe del Departamento de Ingeniería Eléctrica, y ayudó a fundar el Departamento de Ingeniería Metalúrgica. Se desempeñó como jefe del Departamento de Ingeniería Metalúrgica en 1935-1947 y se convirtió en decano de la Facultad en 1943. El Departamento de Ingeniería Metalúrgica se transformó finalmente en el Departamento de Ingeniería de Materiales. Recibió un doctorado honorario de RPI en 1949. En 1959, el Dr. Hunter recibió la Medalla de Oro de la Sociedad Americana de Metales, en reconocimiento a toda una vida dedicada a la promoción de la educación y la ingeniería metalúrgica. El Premio Matthew Hunter en Ingeniería Metalúrgica se estableció en RPI en 1951.
Él falleció el 24 de marzo de 1961 en Troy a los 82 años. Fue incluido en el Alumni Hall of Fame del RPI en 2009.